# Lynn Lowry
Lynn Lowry est une actrice  américaine.

## Biographie
Elle commence sa carrière au début des années 1970. Elle débute en jouant dans le film d'épouvante Buveurs de sang (1970).  L'un de ses premiers rôles au cinéma lui a été confié par Lloyd Kaufman dans le film The Battle of Love's Return. 
Ses rôles les plus marquants sont dans deux films culte du cinéma fantastique de cette période. Elle est à l'affiche de la La Nuit des fous vivants (The Crazies), de George A. Romero, ainsi que de Frissons (1975), de David Cronenberg, avec le rôle de l'inquiétante infirmière Forsythe. 
Par la suite, elle tourne sous la direction de Jonathan Demme dans Colère froide (1976), avec Peter Fonda, ou encore dans le remake de La Féline, en 1982. Cependant, à compter des années 1990, ses apparitions s'espacent et elle ne tourne de nouveau au cinéma et à la télévision qu'à partir du début des années 2000. Elle a fait une apparition dans le remake du film de Romero, The Crazies (2010) et a joué dans de nombreux films de série B, figurant notamment dans l'un des volets du film à sketches The Theatre Bizarre (2011).

## Filmographie

### Cinéma
- 1970 : Buveurs de sang (I Drink Your Blood): Carrie
- 1971 : The Battle of Love's Return : La fille du rêve
- 1973 : Les Pulpeuses : Alta Leigh / Julie Kent
- 1973 : La Nuit des fous vivants (The Crazies) : Kathy
- 1973 : Score : Betsy
- 1975 : Frissons  : Infirmière Forsythe
- 1976 : Colère froide : Lorene Maddox
- 1982 : La Féline : Ruthie
- 1995 : Compelling Evidence : Julie
- 2005 : Heaven Help Me, I'm in Love : Deborah
- 2005 : Dead Things : Linda (segment Hexed)
- 2007 : Splatter Disco : Alma
- 2008 : Beyond the Dunwich Horror : Margo Warren
- 2008 : Schism : Besty / Jackie / Lola
- 2009 : George's Intervention : Barbra
- 2009 : Basement Jack : Mrs. Riley
- 2010 : The Crazies : La femme en vélo
- 2010 : Spirit : Carol Singer
- 2010 : Next Door : Mrs. Rosenburg
- 2010 : Psychosomatika : Raeanne
- 2011 : The Theatre Bizarre : Mikela Da Vinci (segment Sweets)
- 2012 : The Haunting of Whaley House : Bethany Romero
- 2013 : The Trouble with Barry : Ruth Montenegro
- 2013 : Mondo Sacramento 2 : Dorothea Puente
- 2013 : Ombis: Alien Invasion : Lynn Steigert
- 2013 : Trashtastic Trailers from the Underground : Lynn
- 2013 : Torture Chamber : Lisa Marino
- 2013 : My Stepbrither Is a Vampire? : Principale Isabel Frost
- 2013 : The Legend of Six Fingers : Ester
- 2014 : Mostly Dead : Lady
- 2015 : The Divine Tragedies : Mrs. Dubois
- 2015 : Whispers : Elizabeth Connelly
- 2016 : Pretty Fine Things : Helen Banner
- 2016 : Terror Tales : Susan McKay (segment By Proxy)
- 2016 : Model Hunger : Ginny Reilly
- 2016 : Ditch : Mrs. Donattucci
- 2016 : Trinity : La mère de Michael
- 2018 : Odissea della Morte
- 2018 : Hell's Kitty : La médium
- 2018 : Last American Horror Show : Grand-mère O'Connor (segment Night of the Seamonkey)
- 2018 : Like a Shadow : Dahlia Krieg
- 2019 : Those Who Deserve to Die : Justice Merrill
- 2019 : Hodeløse Forviklinger : Jackie Torrance
- 2019 : Necropolis: Legion : Zia
- 2019 : Rabid : Dr. Cynthia Burroughs
- 2020 : Hematic Web : Robin
- 2020 : Sky Sharks : Mère Marie
- 2020 : There's No Such Thing as Zombies : Victoria Winkelhauser
- 2020 : Death Care : Sœur Mary Wolfhardt
- 2021 : Seasons : Miriam Frost
- 2021 : Brimstone Creek Rd : Mrs. Brook
- 2021 : Hell of the Screaming Undead : La mère de Mary
- 2022 : Last American Horror Show: Volume II : Dahlia
- 2022 : He Knows : Sue
- 2022 : What have you done, Daniel? :
- 2022 : Guns of Eden : Frances
- 2022 : Slumber Party Slaughter Party 2 (New Blood) : Ms Powell

### Télévision
- 1974 : How to Survive a Marriage (série télévisée) (1 épisode) : Sandra Hendersson
- 1984 : Douce Revanche (téléfilm)  : Rita
- 1985 : Wildside (série télévisée) (1 épisode) : Estelle
- 1985 : Côte Ouest (série télévisée) (1 épisode) : Tina
- 1990 : Générations (série télévisée) (4 épisodes) : Madame Rosa
- 1991 : Shoot First: A Cop's Vengeance (téléfilm)  : Lucy Sanders
- 2005 : Hell's Kitty (série télévisée) (2 épisodes) : La médium